# Ingemund
Ingemund (ou Ingimund, Ingmund) est un prénom masculin scandinave dérivé du vieux norrois Ingimundr, formé des éléments Yngvi, un dieu de la mythologie nordique, et mundr « protection ». Dans les pays nordiques, ce prénom désuet se rencontre encore en Suède et en Norvège. Sa variante islandaise est Ingimundur.
Le prénom Ingemund est à l'origine du patronyme suédois Ingemundsson et du patronyme dano-norvégien Ingemundsen signifiant « Fils de Ingemund ».

## Personnalités portant ce prénom
- Ingemund Bengtsson (1919–2000), homme politique suédois.